# Севское
Севское — посёлок в Правдинском районе Калининградской области. Входит в состав Правдинского городского поселения.

## Население
| 2002 | 2010 |
| ---- | ---- |
| 437  | ↘361 |

## История
В 1400 году в Бёттхерсдорфе была построена кирха.
В 1910 году население Бёттхерсдорфа составляло 452 жителя, в 1933 году — 620 жителей, в 1939 году — 629 жителей.
27 января 1945 года Бёттхерсдорф был взят частями и соединениями 28-й армии, в 1946 году переименован в поселок Севское.